# Gillian Shephard
Gillian Patricia Shephard (née Watts ; née le 22 janvier 1940) est une femme politique conservatrice anglaise. Elle est députée pour la circonscription de South West Norfolk  et ministre du Cabinet, et est maintenant présidente de l'Association des pairs conservateurs.
La baronne Shephard est actuellement présidente de l'Association des anciens de l'Université d'Oxford. Elle est présidente du Conseil de l'Institut de l'éducation jusqu'en 2015 et commissaire adjointe de la Commission de la mobilité sociale et de la pauvreté des enfants jusqu'en 2017.

## Jeunesse et carrière
Fille de Reginald et Bertha Watts, elle est née à Cromer, Norfolk, et passe ses premières années à Mundesley on Sea, son père étant un transporteur avec un petit garage à l'extrémité ouest de Water Lane. Elle fait ses études au North Walsham Girls 'High School et au St Hilda's College d'Oxford  d'où elle obtient une maîtrise en langues modernes. Elle est devenue institutrice puis travaille comme inspectrice de l'éducation pour le Norfolk County Council de 1963 à 1975. De 1975 à 1977, elle travaille pour Anglia Television. Elle est élue au Parlement en 1987 et est devenue Secrétaire parlementaire privé de Peter Lilley en 1988 . Elle est nommée sous-secrétaire d'État parlementaire au ministère de la Sécurité sociale en 1989 , puis en 1990, ministre d'État au Trésor . En 1990, elle est nommée vice-présidente du Parti. Elle épouse Thomas Shephard le 27 décembre 1975 et a deux beaux-fils.

## Carrière ministérielle
Après les élections générales de 1992, elle est nommée Secrétaire d'État à l'Emploi  puis ministre de l'Agriculture, des Pêcheries et de l'Alimentation en 1993  et Secrétaire d'État à l'Éducation en 1994, restant en poste lorsque le Département du Travail et des Retraites fusionne avec celui-ci en 1996. Elle est restée à ce poste jusqu'aux élections générales de 1997 .
Shephard est l'une des deux femmes promues au Cabinet de John Major en 1992; l'autre étant Virginia Bottomley. Les deux croyaient que les médias recherchaient des histoires de "combats de chats" ministériels et ont conclu un pacte pour travailler ensemble, malgré les différences de milieux et de styles de travail. Dans une interview, Shephard déclare: «Nous avons dit que nous ne donnerions à personne la possibilité de dire que nous critiquions l'autre" .
Gillian Shephard fournit de nombreuses informations concernant son rôle de secrétaire d'État à l'éducation dans des entretiens menés par Brian Sherratt en octobre 1994 et mars 1996 .

## Dans l'opposition
Après la défaite des conservateurs, William Hague la nomme Leader fantôme de la Chambre des communes, puis Secrétaire d'État à l'Environnement, à l'Alimentation et aux Affaires rurales du cabinet fantôme . Elle est revenue dans les banquettes arrière en 1999  et quitte la Chambre des communes lors des élections générales de 2005. Ses mémoires Shephard's Watch: Illusions of Power in British Politics sont publiées en 2000.
En 2013, à la suite du décès de Margaret Thatcher, Shephard publie The Real Iron Lady, sur son temps de travail avec l'ancien premier ministre .

## Pair à vie
Le 21 juin 2005, elle est créée pair à vie en tant que baronne Shephard de Northwold, de Northwold dans le comté de Norfolk.
Elle est actuellement présidente de l'Association des pairs conservateurs . Elle est vice-présidente de la Commission de la mobilité sociale et de la pauvreté des enfants  jusqu'en 2017, date à laquelle elle démissionne, frustrée par le manque d'action du Premier ministre Theresa May.